# Отношения Швейцарии и Экваториальной Гвинеи
Отношения Швейцарии и Экваториальной Гвинеи касаются дипломатических отношений между Республикой Экваториальная Гвинея и Швейцарией.

## История
Между Экваториальной Гвинеей и Швейцарской Конфедерацией установлены официальные дипломатические отношения. По данным МИД Швейцарии, отношения между Экваториальной Гвинеей и Швейцарской Конфедерацией «хорошие, тёплые и дружеские».
Конфедеративное правительство Швейцарии признало независимость бывшей испанской колонии 15 октября 1968 года и в тот же день установило с ней дипломатические отношения.
По состоянию на 1 января 2016 года в Экваториальной Гвинее проживает семь граждан Швейцарии, все они работают в нефтяном секторе, контролирующем экономику страны. Взаимная торговля между двумя странами минимальна и даже незначительна, и только несколько швейцарских компаний работают на рынке Экваториальной Гвинеи (который является некоммерческим рынком, несмотря на то, что Экваториальная Гвинея имеет самый высокий ВВП на душу населения в Африке).

## Дипломатические представительства
- Экваториальная Гвинея не представлена в Швейцарии ни на уровне посольств, ни на уровне консульств. Экваториальная Гвинея считала своё посольство в Париже, соседней столице Франции, Швейцарией.
- Швейцария не представлена в Экваториальной Гвинее на уровне посольств. Швейцария представлена в Экваториальной Гвинее на консульском уровне через официальное консульство в Малабо, столице страны[2]. Швейцария считала своё посольство в Яунде, соседней столице Камеруна, над Экваториальной Гвинеей.